# Turnagra
Turnagra là một chi chim trong họ Oriolidae, đặc hữu New Zealand.

## Phân loại và hệ thống học
Các loài piopio là một bí ẩn phân loại kéo dài. Cho tới năm 2011, IOC coi họ đơn chi Turnagridae như là incertae sedis (vị trí không chắc chắn). Chi Turnagra sau đó được đặt vào họ Oriolidae sau khi người ta nhận ra rằng piopio có quan hệ họ hàng gần với Sphecotheres. Người ta từng cho rằng chúng có nhiều điểm chung với họ Ptilonorhynchidae ở Australia, nhưng chúng khác nhau về cách thức làm tổ, màu sắctrứng và tiếng hót. Mối quan hệ với họ Pachycephalidae cũng từng được gợi ý. Piopio cũng từng được coi là chỉ gồm 1 loài cho tới khi được tách ra thành piopio đảo Bắc và piopio đảo Nam vào năm 2012.
Tên định danh loài của cả hai loài này cũng đều dựa trên các sai lầm. Turnagra capensis được đặt tên như vậy là do Anders Sparrman để lẫn các mẫu vật của ông và nghĩ rằng loài chim này thu thập tại Nam Phi (capensis là chỉ tới Mũi Hảo Vọng). Turnagra tanagra được đặt tên như vậy là do người ta nghĩ rằng nó có quan hệ họ hàng gần với tanager (họ Thraupidae) ở châu Mỹ. Tên gọi piopio có nguồn gốc từ tên gọi trong tiếng Māori piopio-kata.

## Các loài
Chi Turnagra chứa 2 loài chim tuyệt chủng đầu thế kỷ 20:
- Turnagra tanagra (Schlegel, 1866)
- Turnagra capensis (Sparrman, 1787)